# Cannibal Corpse
Cannibal Corpse sono un gruppo death metal statunitense fondato nel 1988. La band ha finora pubblicato 15 album in studio, un box set e due album live, hanno venduto oltre 2 milioni di dischi in tutto il mondo e questo li rende il gruppo death metal di maggior successo commerciale. I Cannibal Corpse possono vantare una fitta schiera di fan dovuta ad album di enorme diffusione quali Butchered at Birth del 1991, Tomb of the Mutilated del 1992, Vile del 1996 e Live Cannibalism del 2000.
I Cannibal Corpse traggono ispirazione principalmente dal thrash metal degli Slayer e dei Kreator, oltre che dal death metal dei Death. Il gruppo viene spesso identificato per i testi horror e truculenti.

## Storia del gruppo

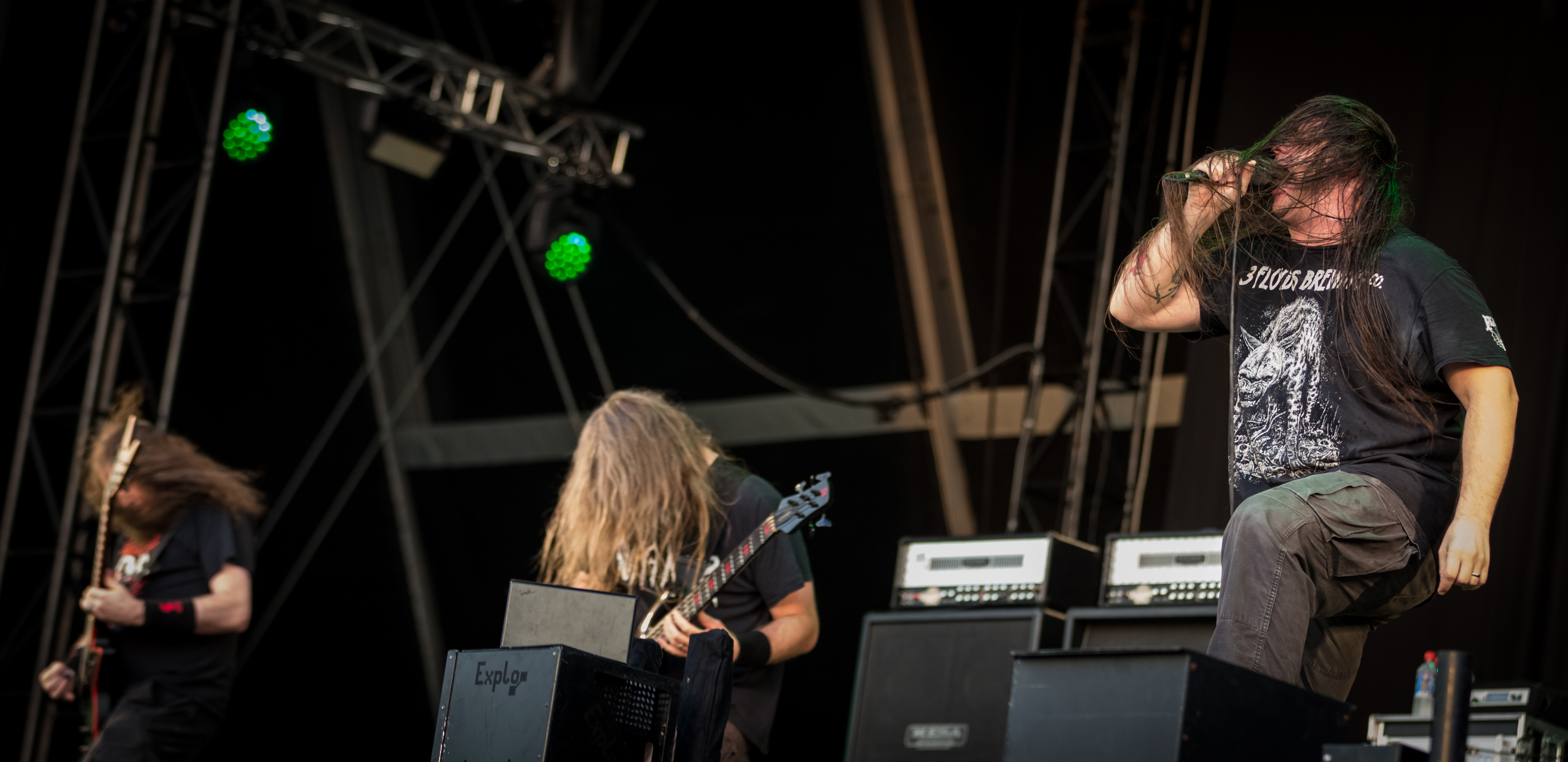
I Cannibal Corpse al Wacken Open Air 2015

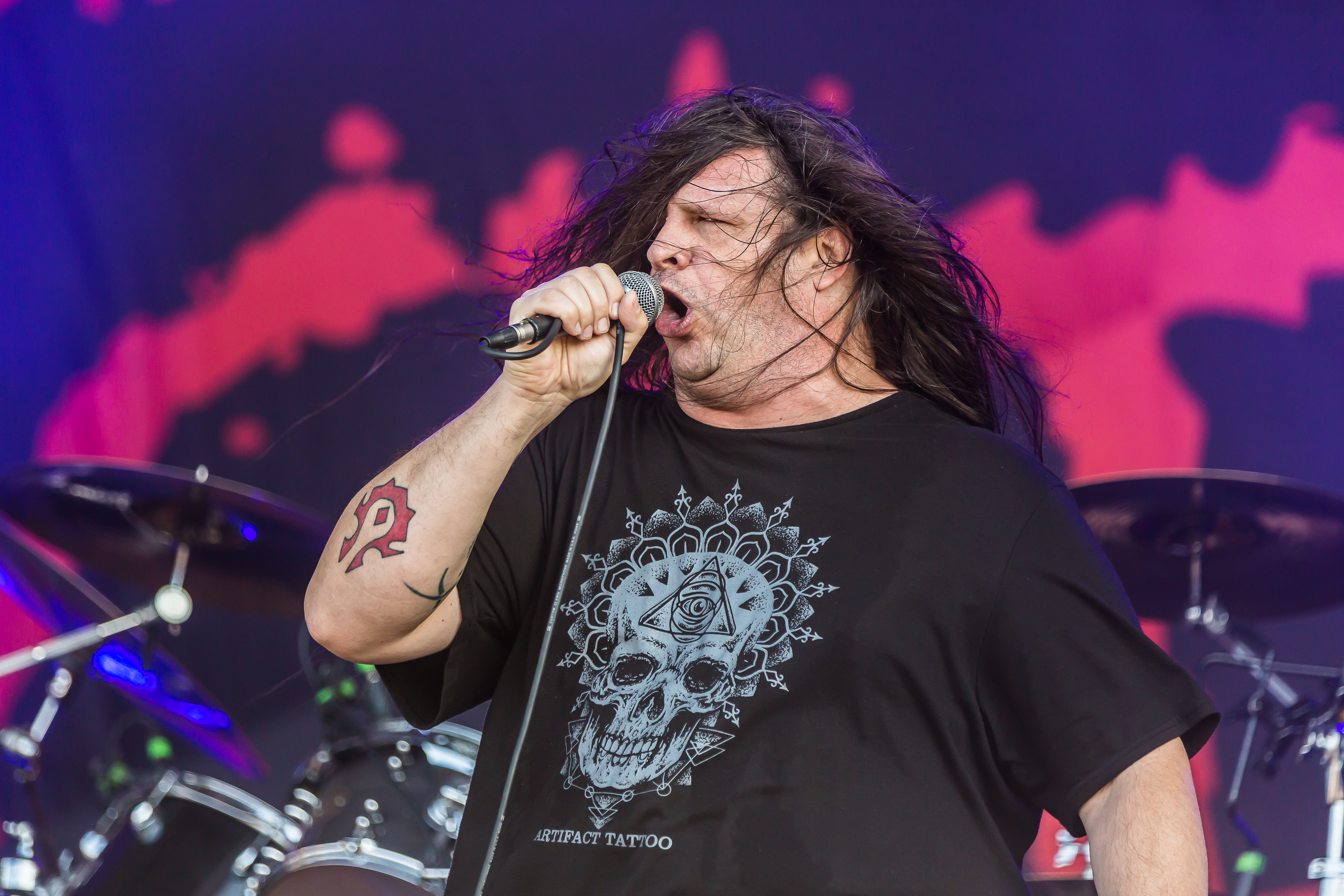
George "Corpsegrinder" Fisher al Rockharz Open Air 2018

I Cannibal Corpse sono nati come band thrash-death metal nel 1988 e hanno avuto origine dalle ceneri di tre band death metal dell'America del nord: Beyond Death (per quanto riguarda Webster e Owen), Leviathan (Barnes) e Tirant Sin (Barnes, Rusay e Mazurkiewicz); al thrash-death degli esordi hanno poi aggiunto influenze grind dando così vita ad una delle prime band di brutal death metal. La band suonò il primo show dal vivo al "Buffalo's River Rock Cafe" nel 1989, poco dopo aver registrato un demo di cinque canzoni intitolato Cannibal Corpse e conosciuto anche col nome Skull Full of Maggots. Benché già abbastanza famosi fra i cultori del metal estremo, sono "saltati all'occhio" del grande pubblico grazie alla partecipazione al film Ace Ventura - L'acchiappanimali, con Jim Carrey che volle espressamente che la band suonasse nel film poiché è un loro fan, nel quale hanno suonato la canzone Hammer Smashed Face.
Alcuni segni distintivi dei Cannibal Corpse sono l'uso del growl. Come per altre band death metal le cui canzoni trattano di stupri, uccisioni e necrofilia, i testi della band e le immagini sulle copertine degli album (disegnate da Vincent Locke) sono spesso a tema esplicitamente sessuale e violento. Gli album della band sono stati censurati o banditi in alcune nazioni: in Germania non hanno avuto il permesso di suonare dal vivo alcuna canzone proveniente dai primi tre album, mentre nello Stato della Baviera non hanno il permesso di suonare né di pubblicare le copertine originali dei loro album, e nemmeno di stampare i testi nei booklet. Sono stati banditi anche in Australia dove però nel 2006 sono riusciti ad andare in tour.

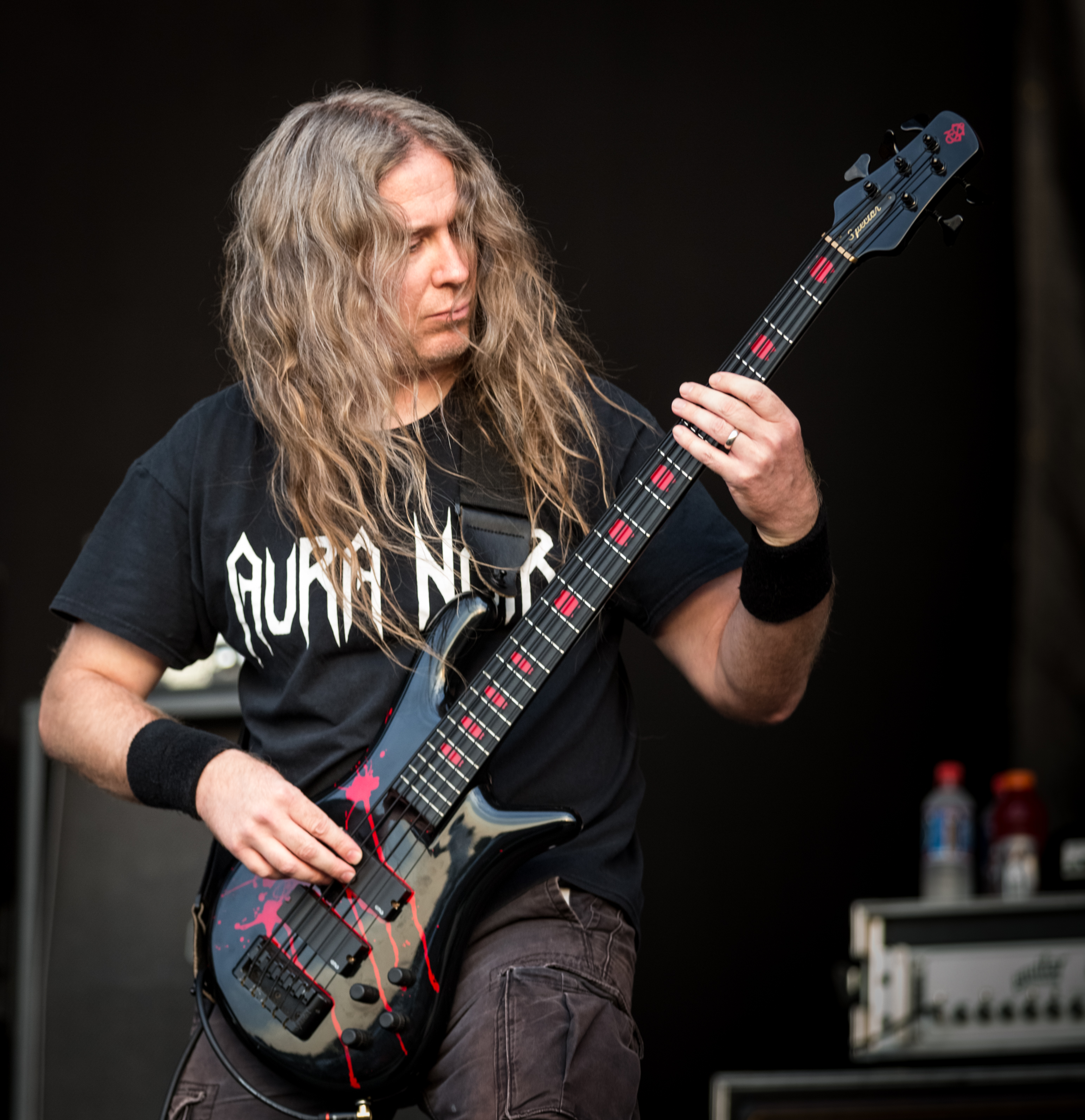
Alex Webster

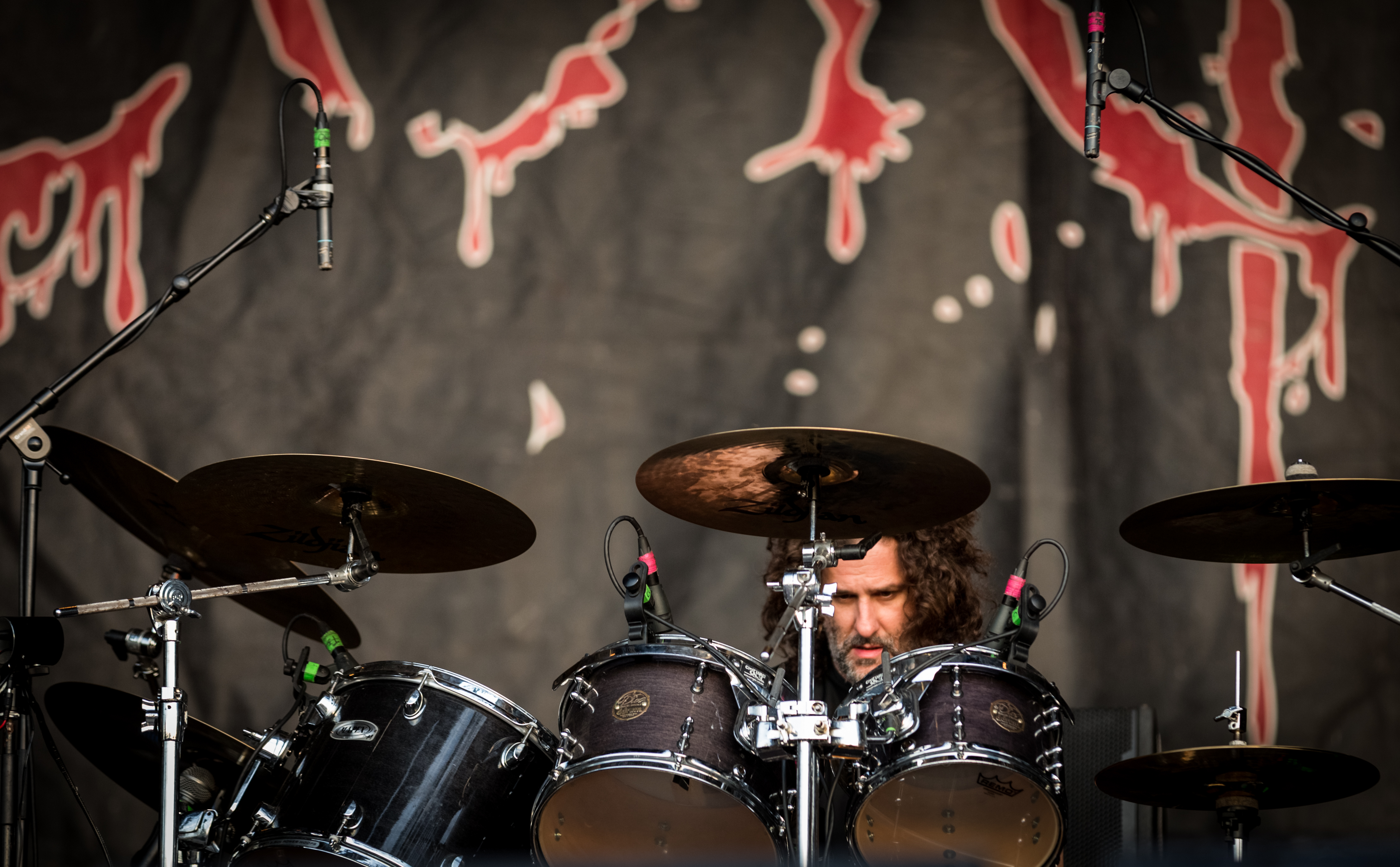
Paul Mazurkiewicz

Come i registi di film horror, i Cannibal Corpse sono orgogliosi degli artwork dei loro album e li considerano nient'altro che un'estrema forma di intrattenimento.
Al riguardo, il cantante George "Corpsegrinder" Fisher nel documentario Metal: A Headbanger's Journey commenta: 
(George Fisher)

Inoltre Fisher ha dichiarato in un'intervista riguardo alle restrizioni imposte alla band: 
(George Fisher)

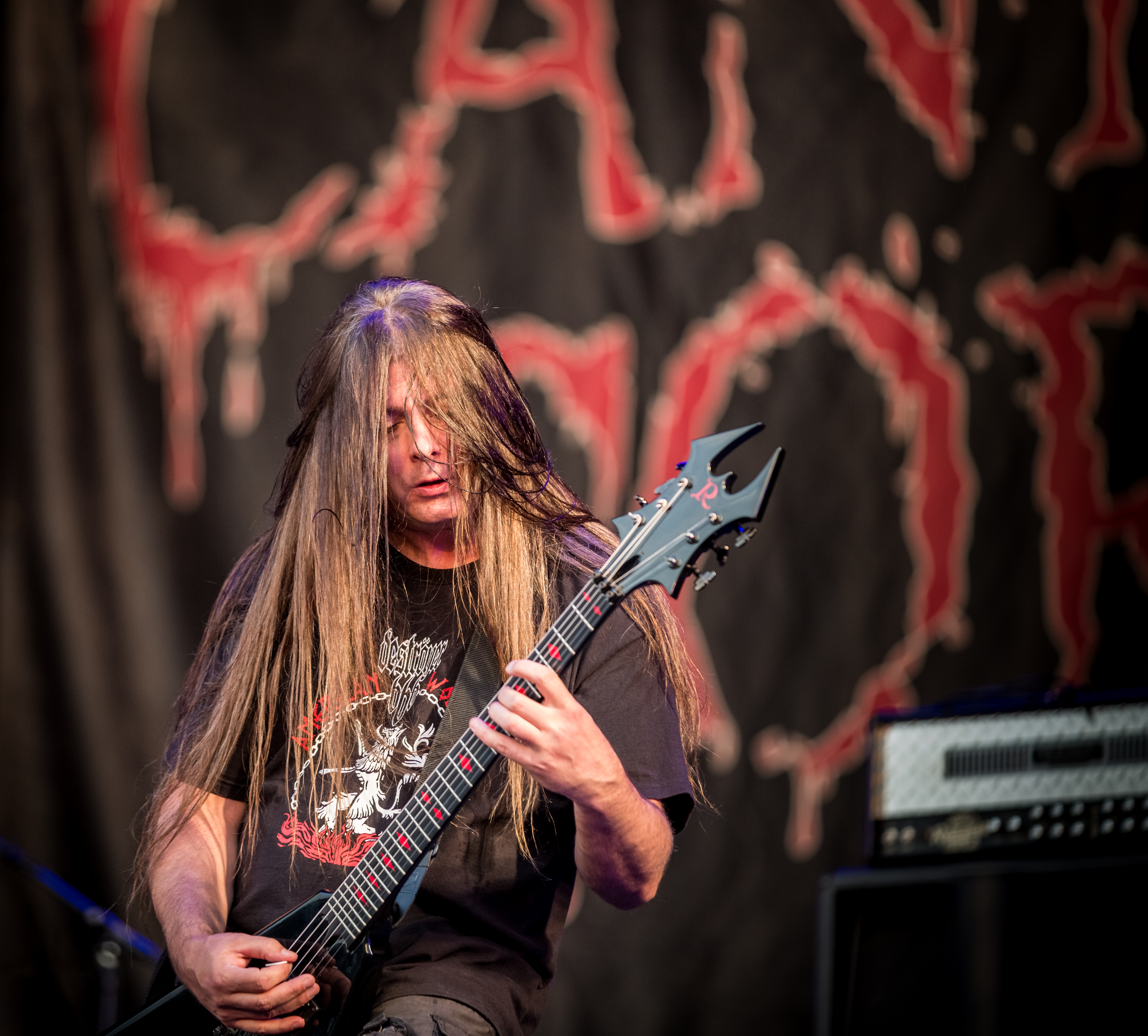
Pat O'Brien

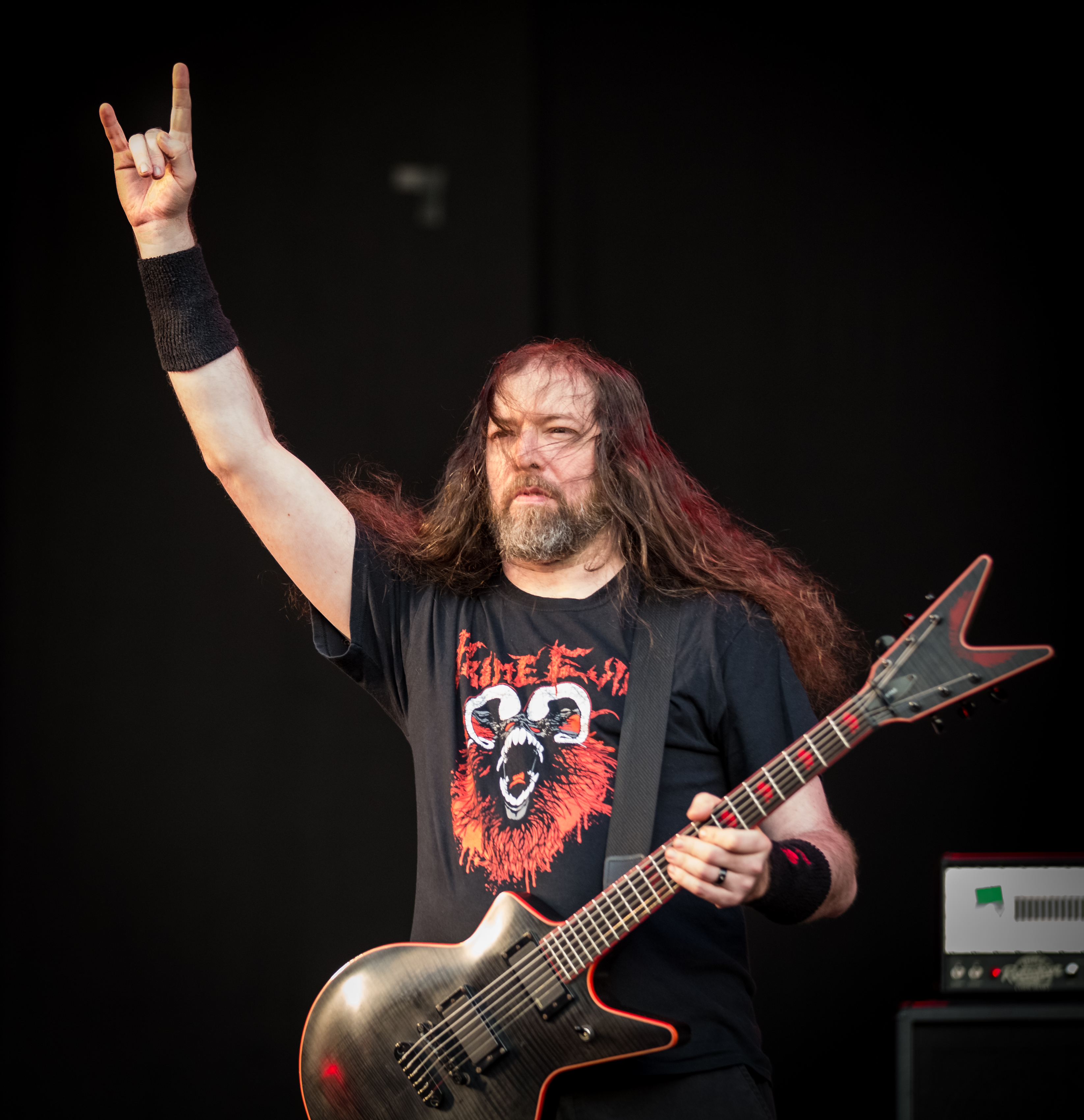
Rob Barrett

I titoli delle canzoni includono Entrails Ripped from a Virgin's Cunt (‘Viscere strappate dalla fica di una vergine’), Fucked with a Knife (‘Fottuta con un coltello’), Meat-Hook Sodomy (‘Sodomia con un gancio da macellaio’), Necropedophile (‘Necropedofilo’), Hammer Smashed Face (‘Faccia sfondata a martellate’) e I Cum Blood (‘Eiaculo sangue’). Nel maggio 1995 l'allora senatore Bob Dole menzionò la band per nome e l'accusò di aver violato la pubblica decenza.
Negli anni ci sono stati molti cambiamenti fra i componenti dei Cannibal Corpse. Nel 1993 il chitarrista Bob Russay (uno dei fondatori della band) si staccò dal gruppo e fu rimpiazzato all'ultimo da Rob Barrett, chitarrista dei Malevolent Creation. Dopo l'abbandono della band, Russay si spostò in Arizona dove ora è un istruttore di golf e membro dell'USGTF nella città di Gilbert. Nel 1995 il cantante Chris Barnes ha lasciato la band a causa di divergenze musicali (ed è ora il cantante delle band Six Feet Under e Torture Killer) ed è stato rimpiazzato dal cantante dei Monstrosity, George "Corpsegrinder" Fisher, famoso per i suoi urli di lunghezza record in canzoni come Devoured by Vermin e They Deserve to Die.

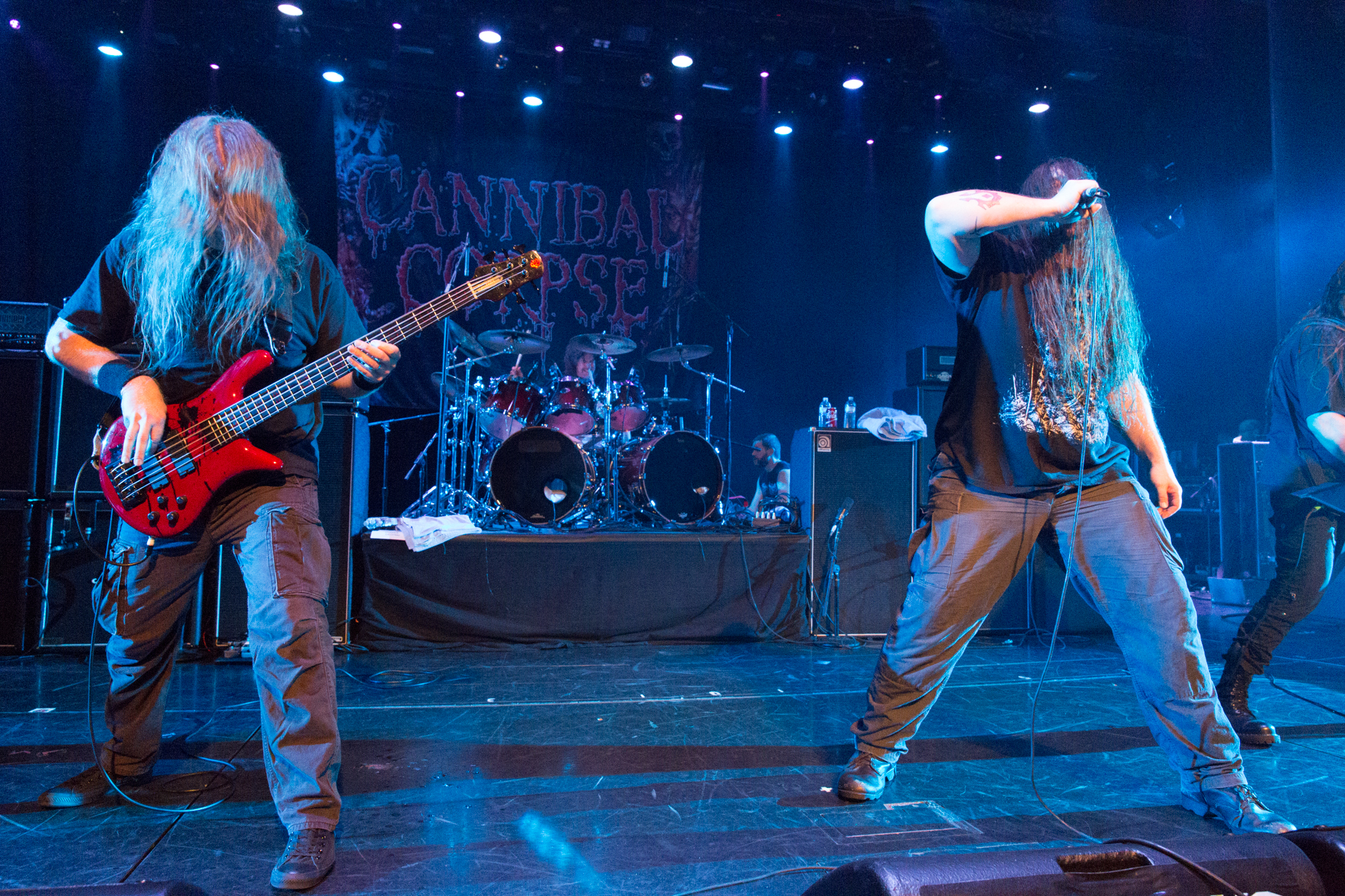
I Cannibal Corpse al 70000 Tons of Metal

Nel 1997 Robb Barrett, che aveva originariamente sostituito Russay alla chitarra, lasciò i Cannibal Corpse per ritornare con la sua precedente band, Malevolent Creation, e il suo posto fu preso da Pat O'Brien, chitarrista dei Nevermore, che apparve per la prima volta nell'album del 1998, Gallery of Suicide.
Il fondatore e chitarrista della band, Jack Owen, lasciò i Cannibal Corpse nel 2004 per concentrarsi maggiormente sulla sua seconda band, di nome Adrift. È entrato a far parte dei Deicide nel tardo 2005 e compare nell'album intitolato The Stench of Redemption. Jeremy Turner degli Origin lo rimpiazzò in fretta come secondo chitarrista per il "Tour of the Wretched" del 2004.
Recentemente Rob Barrett, già presente negli album Vile e The Bleeding, è tornato nella band nel 2005 ed ha collaborato all'album Kill, pubblicato il 21 marzo 2006 sotto etichetta Metal Blade Records. Nel 2007 la legge di censura in Germania è stata revocata così i Cannibal Corpse hanno potuto eseguire tutto il loro repertorio.
Il 3 febbraio 2009 è stato pubblicato Evisceration Plague e il 13 maggio 2012 Torture. Il 16 settembre 2014 è uscito il tredicesimo album in studio della band, A Skeletal Domain. Il 3 novembre 2017 è la volta del quattordicesimo album, intitolato Red Before Black. In seguito all'arresto di Pat O'Brien per assalto e furto con scasso, il 18 gennaio 2019 la band ha annunciato che Erik Rutan lo sostituirà nei prossimi tour. Con l'annuncio del quindicesimo album in studio dal titolo Violence Unimagined, Rutan è stato ufficializzato come membro permanente (nonché autore) del gruppo.

## Formazione

### Attuale
- Alex Webster – basso (1988-presente)
- Paul Mazurkiewicz – batteria (1988-presente)
- Rob Barrett – chitarra (1993-1997, 2005-presente)
- George "Corpsegrinder" Fisher – voce (1995-presente)
- Erik Rutan – chitarra, cori (2021-presente; tunista 2019-2020)

### Ex componenti
- Bob Rusay – chitarra (1988-1993)
- Chris Barnes – voce (1988-1995)
- Jack Owen – chitarra (1988-2004)
- Pat O'Brien – chitarra (1997-2020)

### Turnisti
- Rob Barrett – chitarra (1993)
- Jeremy Turner – chitarra (2004-2005)

## Discografia

### Album in studio
- 1990 – Eaten Back to Life
- 1991 – Butchered at Birth
- 1992 – Tomb of the Mutilated
- 1994 – The Bleeding
- 1996 – Vile
- 1998 – Gallery of Suicide
- 1999 – Bloodthirst
- 2002 – Gore Obsessed
- 2004 – The Wretched Spawn
- 2006 – Kill
- 2009 – Evisceration Plague
- 2012 – Torture
- 2014 – A Skeletal Domain
- 2017 – Red Before Black
- 2021 – Violence Unimagined
- 2023 – Chaos Horrific

### Album dal vivo
- 2000 – Live Cannibalism
- 2013 – Torturing and Eviscerating Live

### Box-set
- 2003 – 15 Year Killing Spree

### EP
- 1989 – Cannibal Corpse
- 1993 – Hammer Smashed Face
- 2002 – Worm Infested

### Singoli
- 1996 – Devoured by Vermin
- 2000 – Sacrifice/Confessions
- 2009 – Evisceration Plague
- 2013 – Make Them Suffer (Live)

## Videografia

### Video ufficiali (DVD/VHS)
- 1997 – Monolith of Death
- 2000 – Live Cannibalism
- 2002 – Live Cannibalism - Ultimate Edition
- 2008 – Centuries of Torment
- 2011 – Global Evisceration

### Videoclip
- 1994 – Staring Through the Eyes of the Dead
- 1996 – Devoured by Vermin
- 1998 – Sentenced to Burn
- 2004 – Decency Defied
- 2006 – Make Them Suffer
- 2006 – Death Walking Terror
- 2009 – Evisceration Plague
- 2010 – Priests of Sodom
- 2012 – Encased in Concrete
- 2014 – Kill or Become
- 2017 – Red Before Black
- 2017 – Code of tha Slasher
- 2021 – Inhumane Harvest